# Les Pillards de la forêt
Pour les articles homonymes, voir L'Enfant de la forêt et Freckles.
Pour plus de détails, voir Fiche technique et Distribution.
Les Pillards de la forêt (Freckles) est un film américain en CinemaScope réalisé par Andrew McLaglen, sorti en 1960. 
Il s'agit de la troisième adaptation au cinéma du roman de Gene Stratton-Porter, Freckles (1904). 

## Fiche technique
- Titre français : Les Pillards de la forêt
- Titre original : Freckles
- Réalisation : Andrew McLaglen
- Scénario : Harry Spalding, d'après le roman de Gene Stratton-Porter Freckles (1904)
- Producteur : Harry Spalding
- Photographie : Floyd Crosby
- Montage : Harry W. Gerstad
- Musique : "By" Dunham, Henry Vars
- Société de production : Associated Producers
- Société de distribution : Twentieth Century Fox
- Pays de production : États-Unis
- Format : Couleur (CinemaScope et DeLuxe Color) - 1,37:1 - son : Mono (RCA Victor System)
- Genre : Film dramatique
- Durée : 85 min
- Dates de sortie :  
  - États-Unis : 19 octobre 1960 (Bismarck (Dakota du Nord))
  - France : 27 juillet 1962

## Distribution
- Martin West : Freckles
- Carol Christensen : Chris Cooper
- Jack Lambert : Duncan
- Steve Peck : Jack Barbeau
- Roy Barcroft : John McLean
- Lorna Thayer : Alice Cooper
- Ken Curtis : Wessner
- John Eldredge : Mr. Cooper

## Source
- Les Pillards de la forêt sur EncycloCiné